# Maison de tourisme Sopoćani à Doljani
La maison de tourisme Sopoćani à Doljani (en serbe cyrillique : Туристички дом Сопоћани у Дољанима ; en serbe latin : Turistički dom Sopoćani u Doljanima) se trouve à Doljani, sur le territoire de la Ville de Novi Pazar et dans le district de Raška, en Serbie. Elle est inscrite sur la liste des monuments culturels protégés de la république de Serbie (identifiant no SK 1079),,.

## Présentation
Le bâtiment est situé sur un plateau boisé, à proximité immédiate du complexe du monastère de Sopoćani ; il a été conçu par l'architecte Dragiša Brašovan juste après la Seconde Guerre mondiale pour les besoins d'une société de chasse,. Son style mêle l'architecture traditionnelle et le réalisme socialiste,.
Il se compose d'un rez-de-chaussée affecté au fonctionnement de la société et d'un étage avec des chambres,. La maison est construite en pierre de taille, avec une charpente et un doksat en bois, dans l'esprit de l'architecture traditionnelle,. Les murs intérieurs sont enduits et peints ; le plafond, le sol et les escaliers sont en bois,. Le mobilier a été dessiné par Brašovan et fabriqué à la main,.